# Il killer di Satana
Il killer di Satana (The Sorcerers) è un film del 1967 diretto da Michael Reeves.
È un film horror britannico a sfondo fantascientifico con Boris Karloff, Catherine Lacey e Elizabeth Ercy.

## Trama
Una coppia di anziani, il professor Marcus Monserrat e sua moglie Estelle, mettono in pratica un nuovo metodo di ipnosi per condividere le esperienze degli altri attraverso una sofisticata macchina con la quale riescono a comandare le azioni della "vittima". Un giovane annoiato, Mike Roscoe, viene utilizzato come surrogato in atti che diventano sempre più amorali e violenti. A godere di queste emozioni è soprattutto Estelle che sembra sopraffare il marito nelle decisioni su come utilizzare il dispositivo. Ma Mike dopo aver discusso con un suo amico sempre per mano di Estelle che ha usato il giovane per compiere dei delitti, viene inseguito dalla polizia e fugge con una macchina comandato da Estelle. Dopo un inseguimento la macchina finisce in una discarica ed esplode con Mike dentro. Succede che anche Estelle e suo marito muoiono come muore il ragazzo cioè bruciati vivi.

## Produzione
Il film, diretto da Michael Reeves su una sceneggiatura dello stesso Reeves e di Tom Baker e su un soggetto di John Burke, fu prodotto da Patrick Curtis, Tony Tenser e da Reeves per la Curtwel Productions, la Global e la Tigon e girato nei West London Studios e a Londra.

## Colonna sonora
- Your Love - cantata da Toni Daly, suonata da Lee Grant & The Capitols
- Sweet Nothing - cantata da Toni Daly, suonata da Lee Grant & The Capitols

## Distribuzione
Il film fu distribuito con il titolo The Sorcerers nel Regno Unito nel 1967 al cinema dalla Tigon Film Distributors.
Altre distribuzioni:
- negli Stati Uniti nel novembre del 1967
- in Germania Ovest il 1º maggio 1969 (Im Banne des Dr. Monserrat)
- in Francia il 19 aprile 1973 (La créature invisible)
- in Spagna (Los brujos)
- in Spagna il 18 febbraio 1974 (redistribuzione)
- in Italia (Il killer di Satana)
- in Argentina (Los Hechiceros)
- in Grecia (Oi daimones tou Satana dipsoun gia aima)
- in Brasile (Sob o Poder da Maldade)

## Critica
Secondo Rudy Salvagnini (Dizionario dei film horror) il film "è una toccante e riuscita metafora sul desiderio che non invecchia e che si ripresenta prorompente e anzi ancora più selvaggio non appena le possibilità lo consentono" nonostante sia caratterizzato da un lato fantascientifico della trama che risulterebbe un po' pesante e da alcune incertezze. La nota di valore, tuttavia, risiederebbe proprio nella regia dell'allora giovane Michael Reeves, a cui va dato atto di aver diretto con maestria una produzione a basso budget. Secondo Leonard Maltin è un "film da due soldi" che risulterebbe "interessante ma non del tutto riuscito".

## Promozione
La tagline è: «Boris Karloff He Turns Them On... He Turns Them Off... to live... love... die or KILL!».